# Polyrhachis ypsilon
Polyrhachis ypsilon är en myrart som beskrevs av Carlo Emery 1887. Polyrhachis ypsilon ingår i släktet Polyrhachis och familjen myror. Inga underarter finns listade i Catalogue of Life.